# ذبح

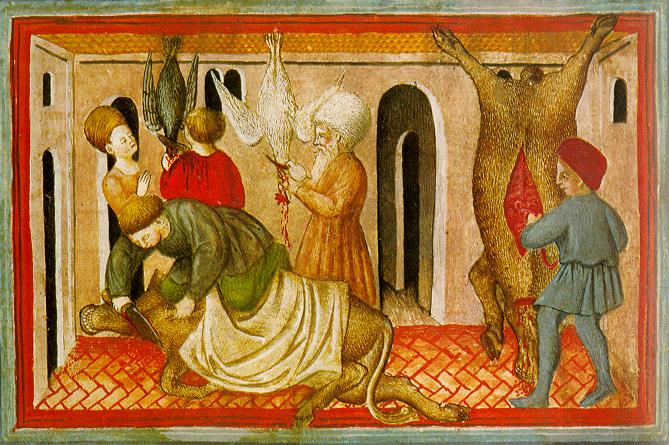

ذِبح به معنای گلو بریدن، و همچنین خفه کردن است. 

## ذبح اسلامی
بر طبق آیات و روایات اسلامی، تنها در صورتی می‌توان از گوشت حیواناتی مانند بز، گاو، گوسفند و ماکیان استفاده نمود که به شیوهٔ اسلامی ذبح شده باشند. در این شیوه ابتدا حیوان را سیرآب کرده و سپس حیوان را رو به قبله می‌خوابانند و چهار رگ اصلی گردن او را توسط ذابح مسلمان از زیر برآمدگی گلو پس از تسمیه به طور کامل می‌برند. گوشت حیوان ذبح شده حلال و بدن آن پاک است. بیشتر قسمت های حیواناتی که ذبح اسلامی می شوند قابل استفاده می باشد.

## مراحل ذبح دام
۱)ایجاد شرایط کاهنده استرس برای دام است که بسته به نوع دام متفاوت است.
۲)خون گیری(قطع شریان اصلی خون در گلوی دام)
۳)انتقال به حوضچه‌های خون گیری
۴)آویزان کردن لاشه
۵)پوست گیری
۶)خارج کردن امعاء و احشاء
۷)بازرسی لاشه توسط دام پزشک
۸)بازرسی امعاء و احشاء خوراکی دام توسط دامپزشک
۹)شقه کردن لاشه
۱۰)شست‌وشوی لاشه با آب خنک